# Ponthieva boliviensis
Ponthieva boliviensis – gatunek z rodziny storczykowatych opisany w 2019 roku przez dr hab. Martę Kolanowską i dr. Przemysława Baranowa. Występuje w lesie mieszanym z obecnością palmy Dictyocaryum lamarckianum. Gatunek opisano na podstawie okazu z National Herbarium of Bolivia w La Paz, znalezionym wcześniej niedaleko rzeki Lechemayu. Ma kwiaty białe, z brązowo-różowo zabarwionymi nasadami zewnętrznych i wewnętrznych listków okwiatu oraz intensywnie zielono-żółtą warżkę.